# Едисън Манюфакчъринг Къмпъни
Едисън Манюфакчъринг Къмпъни (на английски: Edison Manufacturing Company) е компания, създадена през 1889 г. от изобретателя и предприемач Томас Едисън. Фирмата се занимава с производство на батерии, машини и оборудване, а също и филми за кинетоскоп. През 1911 г. активите и операциите на компанията са прехвърлени на Томас А. Едисън Инк.

## История
Томас Едисън организира Едисън Манюфакчъринг Къмпъни през декември 1889 г. като свой личен бизнес с цел производство и продажба на батерията Едисън-Лаланд. Официално дружеството е регистрирано на 5 май 1900 г. в Ню Джърси. Компанията произвежда и продава батерии за използване в телеграфни, фоноплексни и телефонни системи, както и за фонографи, стоматологично оборудване, медицински инструменти и други машини. Във фабриката в Силвър Лейк, Ню Джърси се произвеждат също кинетоскопи, восък за фонографски цилиндри, рентгеново оборудване, медицински инструменти и електрически вентилатори.
От април 1895 г. до юни 1908 г. Уилям Е. Гилмор е вицепрезидент и главен управител на компанията. Той е наследен от патентния адвокат Франк Дайър.
Филмите на Едисън са създадени от кинетографския отдел на Едисън Манюфакчъринг Къмпъни. Едисън Студиос първи произвеждат кинетоскопски филми в Манхатън, а от 1905 г. в студио в Бронкс. Компанията има същите висши ръководители като по-печелившата Национална фонографска компания, на която Едисън обръща повече внимание. Едисън се занимава и с редица други предприятия, включително за акумулаторни батерии, желязна руда и цимент, които се състезават за финансиране и водят до разсейване и загуба на фокус у своя основател. 
През февруари 1911 г. активите на Едисън Манюфакчъринг Къмпъни са прехвърлени на Томас А. Едисън Инк. Едисън Манюфакчъринг Къмпъни официално е закрита на 9 ноември 1926 г.